# Никола Юрданов
Никола Юрданов или Йорданов е български подофицер и революционер, деец на Върховния македонски комитет и Вътрешната македонска революционна организация.

## Биография
Никола Юрданов е роден в село Петрич, тогава в Османската империя. Семейството му се премества в Пирдоп, където завършва основното си образование. През 1895 година участва в Четническата акция като секретар първо в четата на Кочо Лютата, после в тази на Спиро Костов. През 1898 година е определен за войвода в Дойранско и Поройско, а от 1902 година в Петричко и като такъв взима участие в Горноджумайското въстание. Участва в Илинденско-Преображенското въстание, а след това се оттегля от активна дейност.
През Балканската война е взводен подофицер в Петдесети пехотен полк, който участва в превземането на Одрин. През Първата световна война е взводен подофицер от Петдесет и пети пехотен полк. След войната участва във възстановяването на ВМРО от Тодор Александров. Става активен член на организацията на бившите войводи и четници-ветерани „Илинден“. Никола Юрданов умира в София на 10 декември 1927 година.